# روبوسی

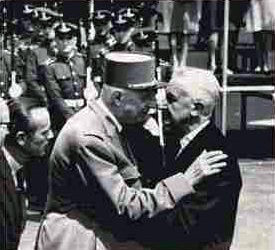
رئیس‌جمهور فرانسه ژنرال دوگل و رئیس‌جمهور آرژانتین آرتور ایلیا در حال روبوسی در سال ۱۹۶۴

روبوسی نوعی بوسه است معمولاً دوستان و بستگان هنگام ملاقات یکدیگر به عنوان رسم اجتماعی گونه همدیگر را می‌بوسند. روبوسی برای احوال‌پرسی، استقبال، تبریک، احترام گذاشتن و تسلیت نیز استفاده می‌شود.
روبوسی در جنوب، مرکز و شرق اروپا بسیار متداول است. همچنین این نوع بوسه در خاورمیانه، منطقه مدیترانه و آمریکای لاتین نیز رواج دارد.